# Gwangan-dong
Gwangan-dong (koreanska: 광안동) är en stadsdel i staden Busan i den sydöstra delen av Sydkorea, 300 km sydost om huvudstaden Seoul. Den ligger i stadsdistriktet Suyeong-gu.
Administrativt är Gwangan-dong indelat i:
| Namn    | Namn                | Yta km² | Invånare 31 dec 2018 |
| ------- | ------------------- | ------- | -------------------- |
| 광안1동 | Gwangan 1(il)-dong  | 1,21    | 26 556               |
| 광안2동 | Gwangan 2(i)-dong   | 0,45    | 19 201               |
| 광안3동 | Gwangan 3(sam)-dong | 1,18    | 10 571               |
| 광안4동 | Gwangan 4(sa)-dong  | 0,84    | 12 594               |